# 出雲崎町立出雲崎中学校
出雲崎町立出雲崎中学校（いずもざきちょうりついずもざきちゅうがっこう）は、新潟県三島郡出雲崎町にある公立中学校。

## 概要
町内に唯一の中学校とあって、地域と密着した活動を展開している。

## 沿革

### 経緯
1972年に旧西越中学校と旧出雲崎中学校が統合して誕生した。1974年、同町米田に新校舎竣工。現在に至る。

### 年表
- 1972年4月 - 出雲崎町立出雲崎中学校を創立。
- 1972年5月 - 校章を制定。
- 1973年3月 - 校旗を樹立。
- 1974年3月 - 校歌を制定。
- 1974年4月 - 新校舎に移転。完全統合。

## 教育方針

### 教育目標
- 豊かな心、たくましい実践

## 校歌
- 出雲崎中学校校歌
  - 作曲　上田　昭
  - 作詞　押見虎三二

## 行事
- 入学式
- 第一回雄飛会総会
- 体育祭
- 学習発表会
- いじめ見逃しゼロスクール集会
- 三年生を送る会
- 卒業証書授与式

## 交通
- JR越後線出雲崎駅より徒歩20分